# シャナ・ハイアット
シャナ・ハイアット（Shana Hiatt、1975年12月17日 - ）は、アメリカ合衆国のモデル・司会者・ポーカープレイヤー。雑誌のグラビアページを飾る事もある。

## 概要
元陸軍士官の子ハイアットは、主にニュージャージー州のタバナクル・タウンシップで育った。ハイスクール時代はチアリーダーのみならず、ラクロスとフィールドホッケーに熱中、バーリントン・カウンティー・カレッジに進学すると放送ジャーナリズムを専攻した。18歳からモデルのアルバイトを始める。トラベル・チャンネルの番組『ワールドポーカーツアー』のシーズン1から3まで司会を務めた事で最も知られている。

## ポーカー
『ワールドポーカーツアー』の仕事に就く以前は素人同然であったが、番組内でのトップ・プレイヤーへのインタビューやプレイを目の当たりにする事によってゲームを学んでいった。現在は熱心なオンラインポーカー・プレイヤーである。NBCの番組『ポーカー・アフターダーク』と『ナショナル・ヘッズアップ・ポーカー・チャンピオンシップ』の司会者であったが、2008年に妊娠により両番組を降板した。『ポーカー・アフターダーク』はマリアネラ・ペレイラが、『ナショナル・ヘッズアップ・ポーカー・チャンピオンシップ』はリーアン・トゥイーデンが、それぞれ後を引き継いでいる。
2005年の『ワールドポーカーツアー』降板後、彼女はNBCのライバル番組『ポーカー・アフターダーク』への出演に対する妨害行為の差止命令を得るべく、番組製作者たちを告訴した。ワールドポーカーツアーサイドは、競合する番組に出演しないという条項は、彼女との契約に盛り込まれていると申し立てたが、ハイアットは署名していないと反論した。この訴訟は2005年に結婚した彼女の夫、映画プロデューサーのトッド・ガーナーを巻き込んだ「敵対的な労働環境」も、ハイアットが番組と決別した要因であった事を浮彫りにした。ハイアットはガーナーと結婚する以前は、『ワールドポーカーツアー』の共同司会者ヴィンセント・ヴァン・パタンの兄弟であるジェームズ・ヴァン・パタンと結婚していた。

## モデル
1994年、トゥシェ・ナイトクラブで開催された「ミス・ハワイアントロピック」地方大会に勝利し、1995年度ミス・ハワイアントロピックUSAのニュージャージー州ビーチヘイブン代表となった。ミス・ハワイアントロピックUSAになった後、PLAYBOY誌1995年4月の「ハワイアントロピックの女の子たち」特集号で表紙とグラビアページでヌードを披露した。またビデオ版『Playboy: The Girls of Hawaiian Tropic, Naked in Paradise』のパッケージも飾っている。
2005年、マクシムの選ぶ魅力的な女性HOT100で76位にランクされた
E! ネットワークの『Wild On!』でゲスト司会者を務めた。その他にもテレビ番組や『理想の恋人.com』、『Grandma's Boy』などの映画に出演している